# 대한민국 형사소송법 제198조의2
대한민국 형사소송법 제198조의2는 검사의 체포·구속장소감찰에 대한 형사소송법의 조문이다.

## 조문
제198조의2(검사의 체포·구속장소감찰) ① 지방검찰청 검사장 또는 지청장은 불법체포·구속의 유무를 조사하기 위하여 검사로 하여금 매월 1회 이상 관하수사관서의 피의자의 체포·구속장소를 감찰하게 하여야 한다. 감찰하는 검사는 체포 또는 구속된 자를 심문하고 관련서류를 조사하여야 한다.  <개정 1995.12.29.>

 ②검사는 적법한 절차에 의하지 아니하고 체포 또는 구속된 것이라고 의심할 만한 상당한 이유가 있는 경우에는 즉시 체포 또는 구속된 자를 석방하거나 사건을 검찰에 송치할 것을 명하여야 한다.  <개정 1995.12.29.>
[본조신설 1961.9.1.]
[제목개정 1995.12.29.]

第198條의2(檢事의 逮捕·拘束場所監察) ① 地方檢察廳 檢事長 또는 支廳長은 不法逮捕·拘束의 有無를 調査하기 爲하여 檢事로 하여금 每月 1回 以上 管下搜査官署의 被疑者의 逮捕·拘束場所를 監察하게 하여야 한다. 監察하는 檢事는 逮捕 또는 拘束된 者를 審問하고 關聯書類를 調査하여야 한다.  <개정 1995.12.29.>

 ②檢事는 適法한 節次에 의하지 아니하고 逮捕 또는 拘束된 것이라고 疑心할 만한 相當한 理由가 있는 境遇에는 즉시 逮捕 또는 拘束된 者를 釋放하거나 事件을 檢察에 送致할 것을 命하여야 한다.  <개정 1995.12.29.>
[本條新設 1961.9.1.]
[제목개정 1995.12.29.]

## 참고 문헌
- 손동권 신이철, 새로운 형사소송법(초판, 2013), 세창, 2013. ISBN 9788984114081